# Bobo da corte

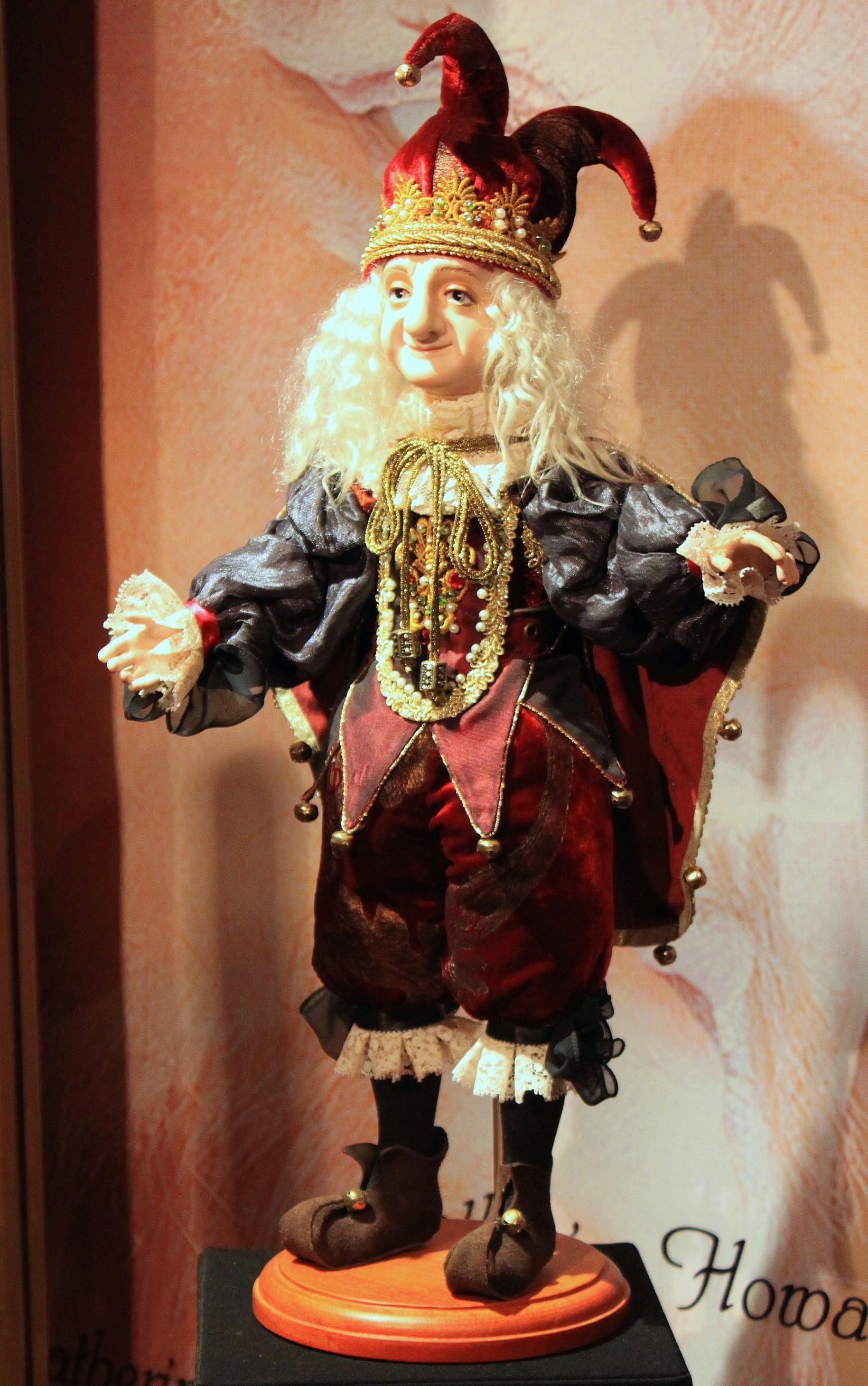
Boneco de Bobo da corte por Olina Ventsel (1938-2007)

Bobo da corte, bufão ou bufo, era o "funcionário" da monarquia encarregado de entreter o rei e rainha e fazê-los rir. Muitas vezes eram as únicas pessoas que podiam criticar o rei sem correr riscos, uma vez que sua função era fazê-lo rir, assim como os palhaços fazem nos dias atuais.

## História

### Origens
Os bobos da corte iniciais eram populares no Egito Antigo e entretinham os faraós egípcios. Os antigos romanos tinham uma tradição de bobos profissionais, chamados balatros. Eles eram pagos por seus gracejos, e as mesas dos ricos geralmente eram abertas a eles por causa da diversão que eles proporcionavam.

### Na Europa
Em diversas cortes ao redor da Europa empregavam indivíduos como bobos da corte para realizar diversos serviços de entretenimento, isso incluía comedia, cantar, dançar, tocar instrumentos, contar histórias, fazer poesias, realizar acrobacias, malabarismos e entre outras coisas. Em alguns casos eles também eram empregados em outros serviços secundários, o bobo da corte Perkeo, por exemplo, realizava além de suas funções como bobo as de copeiro, mordomo e cuidava do armazenamento de vinho do castelo.
Bobos da corte muitas das vezes também seguiam seus reis para o campo de batalha, ocupando diversas funções como mensageiro entre os lideres militares, entreter e acalmar as tropas com musicas e piadas, provocar as tropas inimigas na tentativa de os fazer atacar prematuramente. Em certos casos os bobos até acompanhavam seus mestres para a luta, como no caso das tribos celtas irlandesas onde eram esperado que o bobos lutassem ao lado de seus lordes ou os seus representantes.

#### Inglaterra

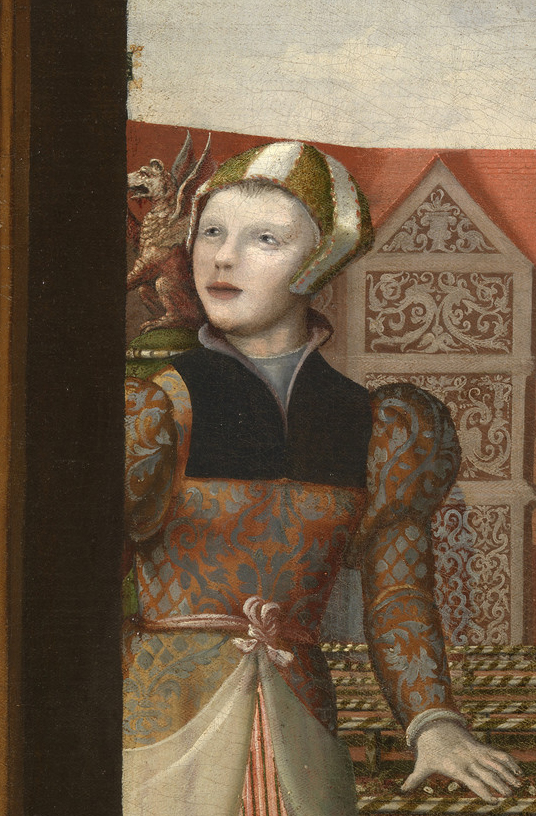
Jane Foole, pedaço da pintura Família de Henrique VIII, c. 1545.

Diversas cortes durante a história britânica tiveram bobos da corte, um dos mais conhecidos é o bobo do rei Henrique VIII, William Sommers, um bobo da corte natural muito popular não só com o rei mas também com suas filhas, continuando na corte após a morte de Henrique VIII se aposentando apenas durante o reinado de Isabel I. A filha de Henrique, Maria I da Inglaterra também tinha um bobo da corte, uma mulher chamada de Jane Foole, mesmo com as crueldades da corte Tudor, Maria mostraria ser bastante carinhosa com Jane. Não há registros sobre Jane Foole após a morte de Maria I.
Durante o reinado de Isabel I e Jaime I, William Shakespeare escreveu e atuou diversas de suas peças teatrais, muitas delas incluíam bobos da corte. O bufo shakespeariano é conhecido por serem camponeses inteligentes que usam de sua sabedoria para superar pessoas de posição social acima, semelhantes a alguns bobos da corte de sua época mas muito engradecidas para efeito teatral.

#### França
Enquanto sem muitas provas que diferencie os bobos da corte franceses do resto da Europa, é possível notar um certo favorecimento em relação aos que serviam a reis franceses ganhando quartos luxuosos, muitos presentes e recebiam salários mensais. 
Um dos bobos da corte franceses mais famosos, Triboulet, serviu na corte de Francisco I de França, ele era conhecido por fazer piadas insultuosas que se não fosse pelo senso de humor do rei, Triboulet provavelmente seria punido. O nome Triboulet também foi usado por outros 2 bobos da corte antes do que serviu Francisco I, inclusive seu antecessor, Luís XII, possuía um bufo com o nome Triboulet, o que fez com que ambos fossem posteriormente confundidos como a mesma pessoa.

Mathurine de Vallois é outro exemplo de um grande bobo da corte francês, servindo aos reis Henrique III de França, Henrique IV de França e Luís XIII de França. Conhecida por usar roupas extravagantes semelhantes a uma guerreira amazona, um dos episódios mais famosos em que esteve presente foi na tentativa de assassinato do rei Henrique IV em 1594, onde Mathurine teria prendido Jean Châtel, o jovem que tentou assassinar o rei:
Foi Mathurine quem prendeu o jovem que tentou assassinar Henrique IV, no dia 28 de dezembro. Este jovem, que entrou despercebido no apartamento, atacou o rei com sua adaga. “O diabo leve essa tola com seus truques”, gritou Sua Majestade… Mathurine saltou para a porta e, barrando a passagem, impediu a fuga do agressor do rei.

#### Espanha
Na Espanha o uso de anões dentro das cortes era extremamente popular, tanto para entretenimento quanto para companhia. Entre os vários anões da corte podemos citar Eugenia Martínez Vallejo bufão de Carlos II, Maria Bárbola anã da corte de Maria Ana de Áustria e acompanhante de Margarida Teresa de Habsburgo.

#### Itália
Na Itália a commedia dell'arte originaria nos teatros italianos e que mais tarde se popularizou pelo resto da Europa entre os séculos XVI e XVIII possuía personagens semelhantes aos bobos da corte, entre um exemplo famoso é o Arlecchino ou Arlequim como ficou conhecido.
O Papado renascentista também possuía bufões empregados na corte papal em Roma. No entanto, a partir do Papa Pio V o bobo da corte parou de ser empregado no papado.

#### Rússia
Ivã IV e seus sucessores são conhecidos por terem em suas cortes vários anões, bufos e pessoas com características grotescas. É dito que Pedro I em um momento teve noventa e nove bobos em um corredor tendo espaço para caso um centésimo chegasse.

### Na Ásia

#### China
Os bobos da corte chineses surgiram inicialmente da cultura musical presente nas cortes, realizando diversas esquetes musicais, danças e teatro como formas de entretenimento inicialmente. Os bufões chineses recebiam bastante treinamento vindos do Jiaofang (uma academia real dedicada a musica, dança e teatro) e do Liyuan (Uma academia dedicada a artes performáticas e musicas), sendo o ultimo responsável por treinar centenas de músicos, acrobatas e outros tipos de artistas que entretinham a corte.

You Zhan, o bobo da corte do imperador Qin Shihuang é um dos mais antigos bufões chineses nomeados, ele é conhecido por seu estilo único de dizer que uma ideia era ruim ao imperador de uma forma humorada, um exemplo seria a vez que Shihuang quis laquear a Grande Muralha da China, uma decisão que seria não só um desastre economicamente mas também custaria a vida de muitos trabalhadores, seus conselheiros ficaram sem palavras no momento restando ao bobo da corte fazer a intervenção:
"É uma ideia esplêndida", entusiasmou-se prontamente o tolo. 'Laquear a Grande Muralha toda lisa e brilhante, ela então ficará muito escorregadia para qualquer invasor escalar. Agora vamos ao lado prático do trabalho. A laqueagem é bastante fácil, mas construir uma sala de secagem pode apresentar um ou dois problemas.
Outro grande exemplo é o de Dongfang Shuo, um burocrata acadêmico, Fangshi, autor e bobo da corte do imperador Wu de Han, ele também é considerado na mitologia chinesa um ser iluminado daoista (um ser imortal). Ele era conhecido pelo seu grande conhecimento e ótima oratória. Um dos episódios mais humorados de Shuo ocorreu em um dia quente onde o imperador ordenou presentear carne para seus convidados:
[...] durante os dias mais quentes do verão, o imperador ordenou que fosse dado um presente de carne aos seus convidados. Mas, embora passasse o dia e já fosse tarde, o ajudante do mordomo imperial não conseguiu distribuir o presente. Shuo então decidiu desembainhar a espada e cortar uma porção de carne, falando para seus colegas oficiais: "Nestes dias quentes, é preciso ir para casa mais cedo. Com sua permissão, portanto, aceitarei meu presente." Então ele colocou a carne no peito do manto e saiu. O mordomo imperial relatou isso ao imperador, e quando Shuo apareceu na corte, o imperador disse: “Ontem, quando o presente de carne estava sendo distribuído, você não esperou pela ordem imperial, mas cortou um pedaço de carne. com sua espada e foi embora com ela. O que você quer dizer com tal comportamento!"
Shuo tirou o chapéu e pediu desculpas, mas o imperador disse: "Levante-se, senhor, e confesse suas falhas!"
Shuo curvou-se duas vezes e disse: "Tudo bem, Shuo! Você aceitou o presente sem esperar pelo comando imperial - que quebra de etiqueta! Você desembainhou sua espada e cortou a carne - que ousadia singular! Quando você a cortou , você não pegou muito - que abstêmio da sua parte. Você levou para casa e deu para uma garotinha - que grande coração!"

O imperador riu e disse: “Eu disse para você confessar suas falhas e aqui está você se elogiando!” Depois presenteou-o com um galão de vinho e cem catties de carne e disse para levar para casa, para "as garotinhas".

#### Japão

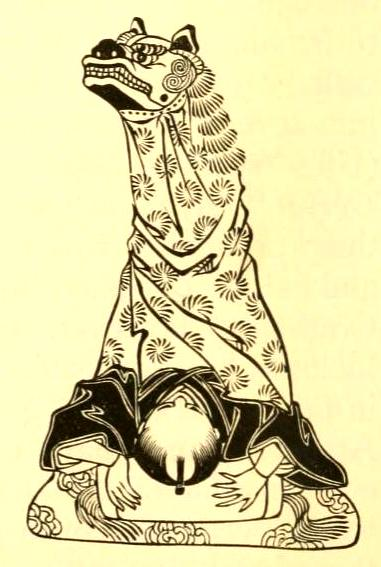
Um exemplo de apresentação feita por um Taikomochi.

O Taikomochi serviam aos daimiôs (lordes feudais japoneses) entre os séculos XIII e XVIII. Entretinham principalmente através de danças e contando histórias engraçadas, fornecendo também conselhos pessoais. No século XVI eles também começaram a dar conselhos militares e participar de batalhas junto a seus senhores. Os Taikomochi começaram a entrar em declínio a partir do século XVII quando um período de paz se instalou no Japão e as primeiras gueixas começaram a aparecer, já no século XVIII o número de gueixas superava e muito o de Taikomochi.

### Na América

#### Civilização Maia
A civilização maia possuía palhaços ritualísticos semelhantes a bufões, segundo suas representações presentes em peças de arte clássicas como estatuas e em vasos, eles seriam pessoas com aparência grotesca e com características animalescas. Eles dançavam com chocalhos e leques, usavam mascaras e roupas de animais e os personificavam durante suas apresentações, não na tentativa de aparentar imitar eles mas para se tornarem eles. Um dos animais que tendiam a personificar mais eram os macacos aranha, um animal bastante identificado com o humor na civilização maia.

#### Civilização Asteca
Bobos da corte também podem ser encontrados na civilização asteca, eles eram muitas das vezes completamente deformados. Na visita de Barnal Díaz del Castillo na corte de Montezuma II ele relatou ter observado a presença de bufos no local:
“Às vezes alguns pequenos anões corcundas estavam presentes em suas refeições, cujos corpos pareciam estar quase quebrados ao meio. Esses eram seus bobos.”

### Fim da tradição
Na Inglaterra a tradição do bobo da corte teve como fim definitivo durante a restauração, onde Charles II após assumir o trono não reinstalou a tradição sob seu governo. No restante da Europa o declínio da tradição só foi começar no século XVII, durante esse período o cargo de bobo da corte e similares começaram a perder espaço nas cortes ao redor da Europa, o Filipe V de Espanha por exemplo aboliu em seu reinado vários cargos considerado desatualizados na sua época, neles incluía o bufão. No século XVIII o cargo de bobo da corte já teria desaparecido de grande parte da Europa, restando poucos lugares como no Império Russo.

## Características

### Processo de seleção
A forma como alguém era escolhido a se tornar um bobo da corte variava muito, principalmente pelo fato de qualquer pessoa poder assumir a função. Bufos poderiam surgir de qualquer lugar e posição, poderiam ser tanto alguém com experiência com poesia e musicas quanto o filho de um camponês sem experiência com entretenimento. Eles também poderiam ser encontrados de variáveis formas, poderiam ser entregues como presentes, encontrados durante viagens ou até recomendados por pessoas próximas da corte.

### Relação com o rei
A relação entre o rei e seu bobo da corte poderia variar, ele poderia ser tanto um simples empregado quanto a pessoa mais próxima ao rei, por conta de ser alguém em que sua posição na corte não era muito definida ele serviria como um grande informante ao monarca graças a sua capacidade de ao mesmo tempo aparecer como o centro das atenções mas também sumir sem ser notado. Além disso muitos utilizavam de sua comédia para passar notícias, informações ou conselhos de forma sutil, um exemplo disso seria o caso em que ninguém da corte de Filipe IV de França, tinha coragem de contar ao rei sobre a destruição de sua frota após a derrota francesa na batalha de Sluys, restando assim ao seu bobo contar:
"Esses ingleses covardes, esses britânicos medrosos" - O rei então respondeu: “Por que você os insulta?” - Ao que o bobo da corte supostamente afirmou: “Porque eles não saltariam de seus navios para o mar como nossos bravos soldados franceses fizeram”
Dependendo de como era a relação entre o bufão e seu monarca o mesmo poderia até mesmo insultar o rei ou sua família sem ser punido, Triboulet uma vez teria batido nas nádegas do rei Francisco I e mesmo o deixando enfurecido inicialmente conseguiu de forma humorada sair sem ser punido:
Em uma ocasião Triboulet deu um tapa na nádega real, uma liberdade que foi muito longe, até mesmo para um bobo da corte. Francisco estava furioso e ameaçou executar ele, mas, após um momento de pausa, se acalmou o suficiente para oferecer a Triboulet um acordo: Se ele conseguisse vir com um pedido de desculpa que fosse mais insultuoso que o desrespeito original, ele poderia sair livre. O bobo então respondeu rápido e brilhantemente: "Sinto muito, minha majestade, mas eu não o reconheci. Eu confundi você com a Rainha."

### Divisão em naturais e artificiais
Em diversos locais na Europa os bobos da corte foram divididos em dois grupos: Os "tolos naturais" e os "tolos artificiais". Os bobos da corte naturais (também chamados de inocentes) eram pessoas com algum tipo de deficiência intelectual, transtornos mentais ou apenas intelectualmente atrasadas. Os bobos artificias por outro lado pretendiam agir de uma maneira exótica ou boba para entreter, com isso estariam de forma intencional realizando o ato de entretenimento, diferente dos bobos naturais que viria de maneira não-intencional, sendo geralmente de seu comportamento, falas ou aparência.
Anões da corte são considerados por alguns uma espécie de terceiro grupo de bobos da corte, enquanto a função de um anão da corte fosse diferente da de um bobo da corte em algumas culturas como no Antigo Egito onde eram associados a figuras religiosas, muitos anões acabam ocupando tanto a função de anão da corte quanto da de bobo da corte.

### Vestimentas

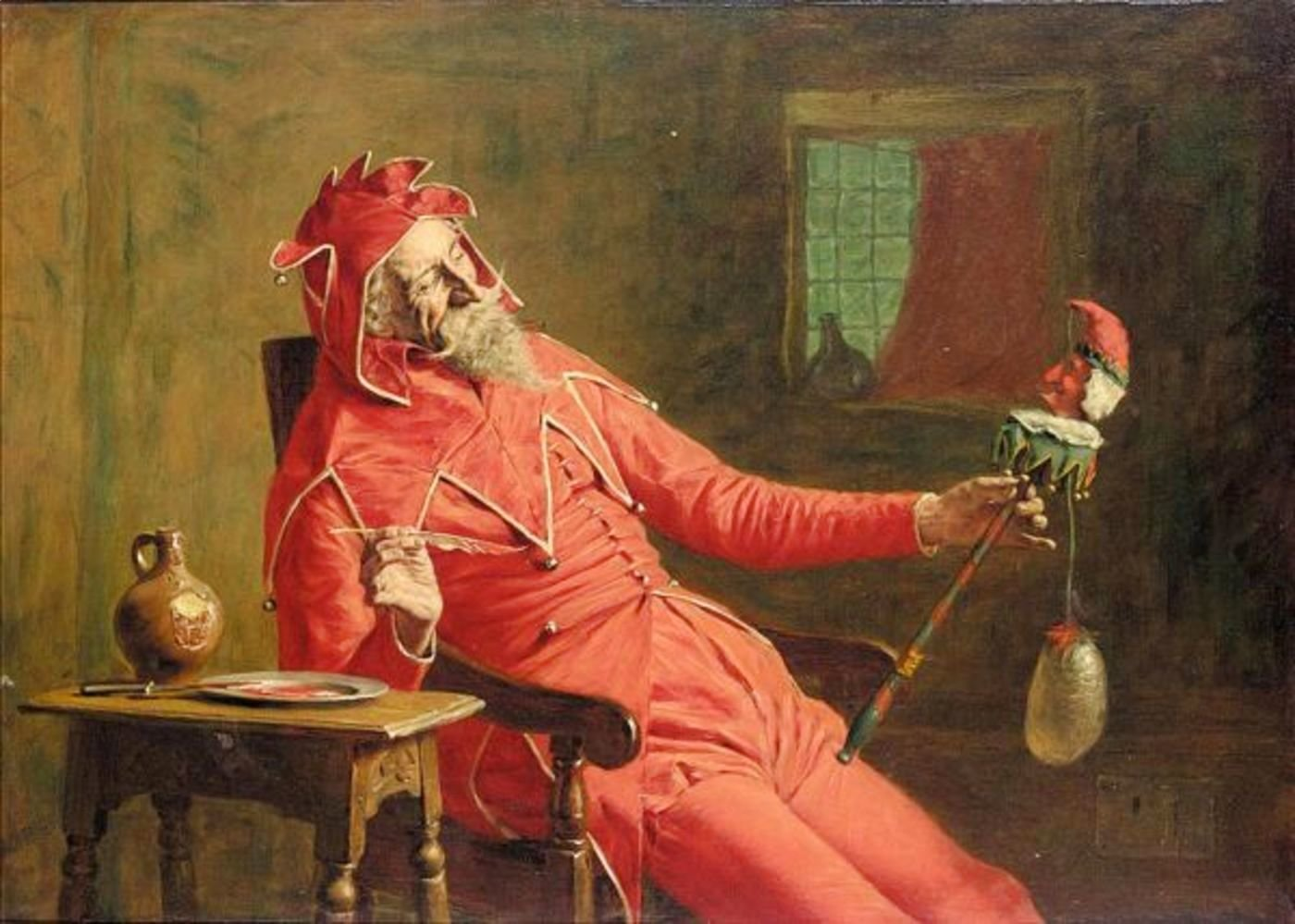
The Court Jester por John Watson Nicol (1856-1926), 1895.

As roupas do bobo da corte europeus eram inicialmente simples, não sendo  diferentes das de uma pessoa normal. Com o tempo no entanto foram sendo acrescentados aspectos cómicos as suas vestes para ajudar a trazer o aspecto cómico em suas apresentações, durante o começo da idade média muitos bobos começaram a raspar a cabeça e usar orelhas de asno, com o tempo começaram a usar um cuculo como parte de sua vestimenta. Mais tarde o chapéu tradicional de bobo da corte com 3 pontas e sinos começou a ser usado, ele poderia ter outros elementos acompanhados dele como orelhas e cauda de asno e/ou uma crista. Eles também começaram a usar casacos coloridos com padrões irregulares, eles também usavam calças igualmente coloridas, em alguns casos cada um dos lados da calça era de uma cor e padrão diferente. Outros bobos da corte no entanto não tinham opção de escolha de roupa e recebiam de seus monarcas, em muitos desses casos a roupa de seu bufo poderia ser usado como forma de mostrar riqueza, com isso bobos de reis mais afortunados poderiam receber várias roupas luxuosas enquanto aqueles de reis menos afortunados tinham poucas peças de roupas e eram mais simples.
Bobos da corte também apareciam em diversas ilustrações possuindo uma arma como uma peça de sua fantasia, isso poderia incluir porretes, marottes (um pedaço de pau com uma miniatura de cabeça de bobo no topo), adagas e espadas (sendo as adagas e espadas feitas de madeira).
Em outras culturas as vestimentas poderiam variar, na sociedade maia, por exemplo, eram utilizados mascaras e roupas de animais.

### Aposentadoria
Bobos da corte poderiam sair de suas funções e se aposentar por idade, anos de serviço ou por decisão do próprio monarca. Ao se aposentarem eles poderiam receber aposentadorias variáveis dependendo da sua proximidade com o rei e seus serviços, enquanto Roland the Farter, o bobo da corte do rei Henrique II de Inglaterra recebeu um "Serjeanty" de 12 hectares, uma espécie de feudo dado pelo rei como agradecimento por prestarem serviços a ele, outros recebia pequenas esmolas, algumas não eram o suficiente para sobreviver levando a muitos ex-bobos da corte, principalmente naturais, a terminarem suas vidas como mendigos.

## Lista de bobos da corte notáveis

### Históricos
- You Zhan (Século III a.C.), foi o bobo da corte do imperador Qin Shihuang de Chim.
- Dongfang Shuo (c. 160 a.C. - c. 93 a.C.) bobo da corte do imperador Wu de Han da Dinastia Han.
- Roland the Farter (Século XII), foi o bobo da corte do rei Henrique II de Inglaterra.
- Triboulet (1479-1536), foi o bobo da corte do rei Francisco I de França.
- Stańczyk (c. 1480-1560), foi o bobo da corte dos reis Alexandre Jagelão da Polônia, Sigismundo I da Polônia, Sigismundo II Agusto da Polônia.
- Tenali Ramakrishna (1480-1528), foi o bobo da corte do imperador Krishnadevaraya do Reino de Bisnaga.
- Raja Birbal (c. século XVI), foi o bobo da corte do imperador Aquebar I do Império Mogol.
- João de Sá Panasco (fl. 1524-1567), foi o bobo da corte do rei João III de Portugal, posteriormente se tornou cavaleiro da Ordem Militar de Santiago da Espada.
- Jane Foole (c. 1543-1558), foi uma bobo da corte de Catarina Parr e Maria I da Inglaterra.
- William Sommers (m. 1560), foi o bobo da corte do rei Henrique VIII de Inglaterra.
- Mathurine de Vallois (fl. 1589 - fl. 1627), foi uma bobo da corte dos reis Henrique III de França, Henrique IV de França e Luís XIII de França.
- Don Diego de Acedo (c. 1645), anão da corte e bobo do rei Filipe IV de Espanha.
- Jan Lakosta (c. 1665-1740), foi um bobo da corte do Czar Pedro I da Rússia.
- Archibald Armstrong (m. 1672), foi o bobo da corte do rei Jaime VI da Escócia e I de Inglaterra.
- Eugenia Martínez Vallejo (1674-1699), foi uma bobo da corte do rei Carlos II de Espanha.
- Perkeo de Heidelberg (1702-1735), foi um anão da corte e bobo do eleitor palatino, Carlos III Filipe.
- Jesse Bogdonoff (n. 1955), foi um ex-consultor financeiro do Bank of America e bobo da corte do rei Tāufaʻāhau Tupou IV de Tonga.

### Ficcionais
- Dagonet, bobo da corte do Rei Arthur em romances medievais.
- Yorick, personagem da peça teatral Hamlet de William Shakespeare.
- Clopin Trouillefou, personagem do romance Notre-Dame de Paris de Victor Hugo publicado em 1831.
- Hop-Frog, protagonista do conto Hop-Frog de Edgar Allan Poe publicado em 1849.
- Polichinelo, personagem da Marvel Comics, apareceu pela primeira vez como antagonista na HQ Daredevil n. 42 de 1968.
- Nights, protagonista do jogo eletrônico Nights into Dreams... lançado em 1996.
- Harle, personagem do jogo eletrônico Chrono Cross lançado em 1999.
- Jevil, chefe secreto do jogo eletrônico Deltarune lançado em 2018.
- Pomni, protagonista da websérie The Amazing Digital Circus  originalmente transmitido em 2023.